# هراکلس

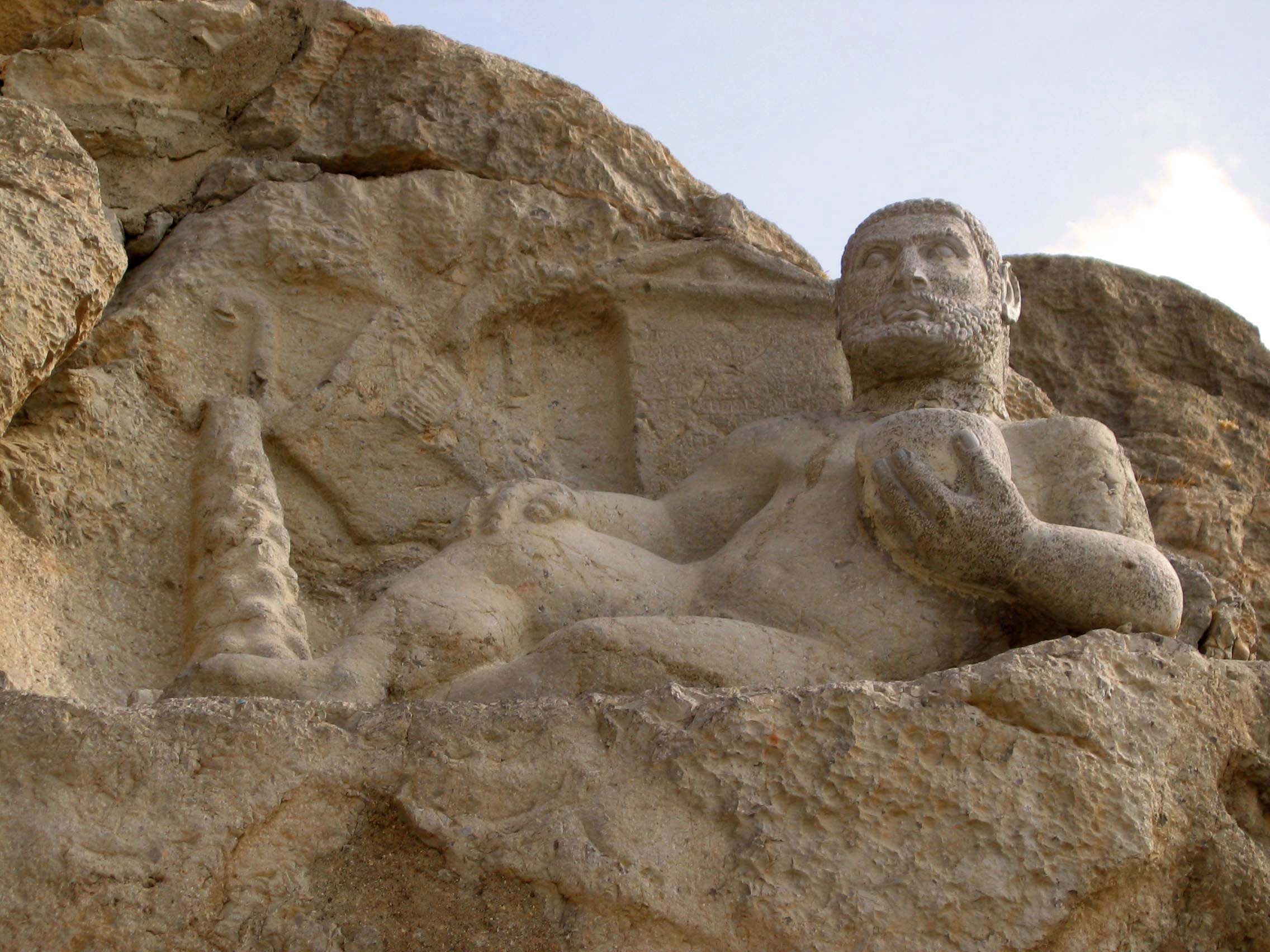
مجسمه هراکلس در بیستون، کرمانشاه

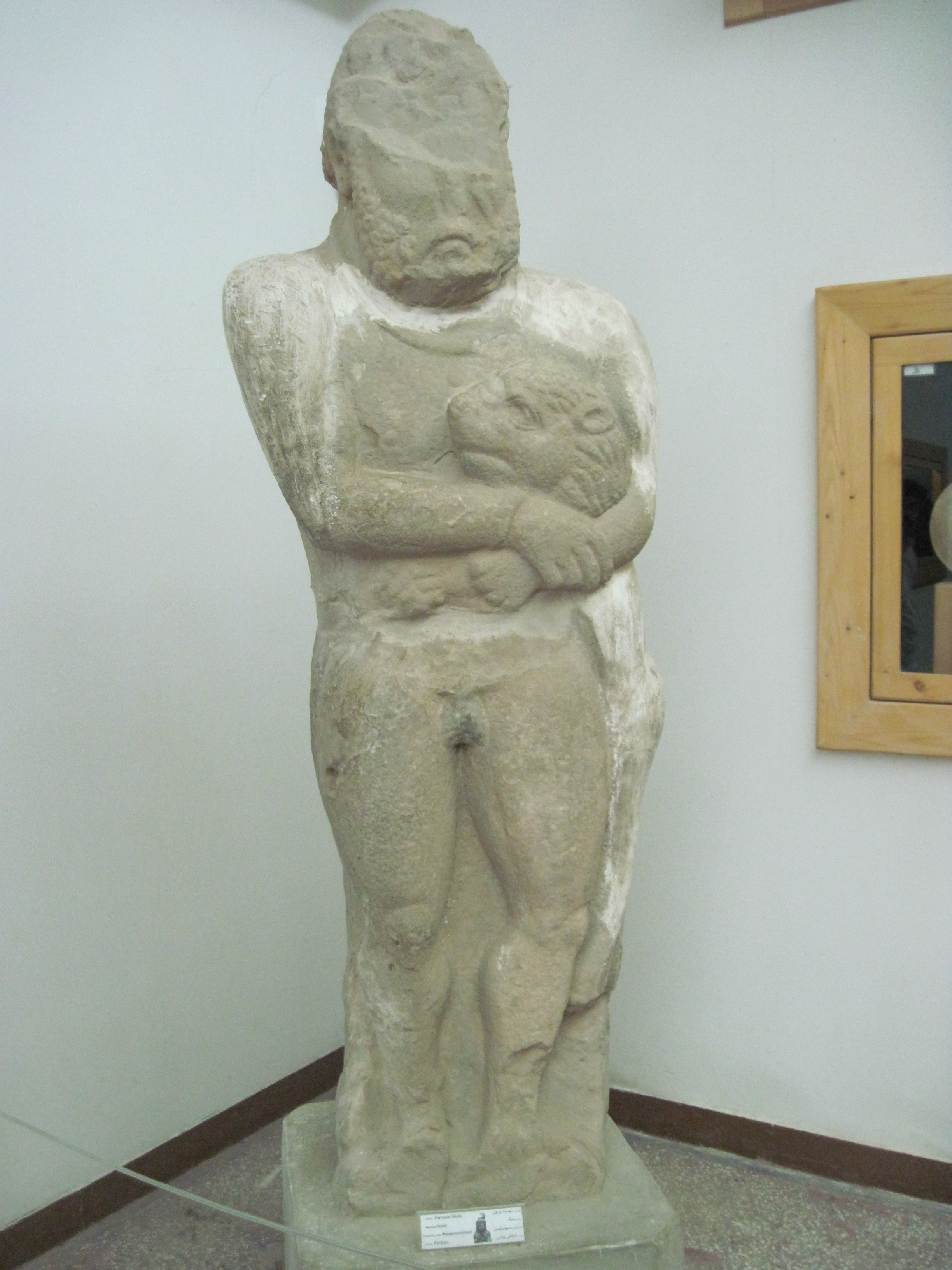
مجسمه هراکلس در دوره اشکانیان واقع در موزه شوش

هراکلس (به یونانی: Ἡρακλῆς, Hēraklēs) به معنی شکوه برای هرا، نام بزرگ‌ترین پهلوان اسطوره‌ای یونان و روم باستان فرزند پادشاه خدایان زئوس و آلکمنه بود. او نام‌آورترین قهرمان اسطوره‌ای یونان است. او جد خاندانی سلطنتی به نام هراکلیدای، مظهر مردانگی و قهرمان المپ نشینان علیه هیولاهای زیرزمینی بود. هراکلس آخرین پسر فناپذیر زئوس و همچنین تنها کسی بود که از مادری فانی به دنیا آمده بود، و پس از مرگش تبدیل به خدا شد. او از نوادگان و برادر ناتنی پرسئوس (چرا که هر دو از نسل زئوس بودند) بود. هراکلس در ابتدا توسط والدینش آلکیدس (به یونانی: Ἀλκείδης, Alkeidēs) نام‌گذاری شد، اما بعدها نام او فقط برای خشنودی نامادری‌اش هرا به هراکلس یا «شکوه برای هرا» تغییر یافت. در اسطوره‌شناسی روم و جهان غرب مدرن، او تحت نام هرکول (به لاتین: Hercules) شناخته می‌شود، که بعدها امپراتورهای روم، به‌ویژه کومودوس و ماکسیمیان اغلب خود را با او یکی می‌دانستند. رومیان در اصل زندگی و آثار نسخهٔ یونانی او را بدون تغییر پذیرفتند، اما روایت‌های جزئی خود را اضافه کردند، که برخی از آن‌ها این پهلوان را به جغرافیای دریای مدیترانه مرکزی پیوند می‌دهد. بر طبق اساطیر اتروسکی، هراکلس را هرکله نامیدند، و در عوض اینکه فرزند زنی فانی باشد، هر دو والدینش نامیرا بودند و او را پسر تینیا و یونی می‌پنداشتند. تینیا ایزد آسمان‌ها و قابل قیاس با ژوپیتر در اساطیر رومی یا زئوس یونانی است، در حالی که یونی، معادل یونو در اساطیر روم و هرا در اساطیر یونان است.
استعداد او قدرت شگفت‌انگیز و شجاعتی بود که داشت، اما از دانش و خرد بهره چندانی نداشت. هنگامی که در گهواره بود دو مار را خفه کرد و در سنین نوجوانی توانست شیری را از پا درآورد. او هرگز در هیچ‌یک از شهرهایی که به ماجراجویی می‌پرداخت، مقیم نشد و سرگردانی‌های او باعث شد فراسوی مرزهای یونان، مثل آفریقا و آسیای صغیر را درنوردد. هراکلس در دوران باستان محبوبیت فراوان داشت، و موضوع داستان‌ها و آثار هنری بی‌شمار بود. هر چند منسجم‌ترین منابع ادبی مربوط به دلاوری‌های او به قرن سوم بازمی‌گردد، اما منابع پراکنده، و شواهد به دست آمده از منابع هنری روشن می‌سازند که اغلب ماجراهای او اگر نه همهٔ آن‌ها از نخستین دوران‌ها معروف بوده است. از مشخصه‌های هراکلس می‌توان به سلاحش که گرزی بود از جنس چوب زیتون و لباسی که از پوست شیر درست شده بود اشاره کرد.

## تولد و دوران کودکی
تِبس و آرگوس هر دو ادعا می‌کنند که هراکلس زاده آنجاست و ادعای تبسی‌ها به‌طور گسترده‌تری پذیرفته شده است، اما دلایلی وجود دارد که می‌توان عقیده داشت آرگوس زادگاه او بوده است. زئوس تصمیم گرفت فرزندی به دنیا آورد که قهرمانی را برای خدایان و فناپذیران به ارمغان بیاورد و از این رو آلکمنه، همسر آمفیتروئون را به عنوان مادر او انتخاب کرد. زمانی که آمفیتروئون مشغول نبرد بود، زئوس خود را به شکل او درآورد و با آلکمنه هم‌بستر شد. آمفیتروئون در همان شب از نبرد بازگشت و به‌طور معمول او نیز با آلکمنه هم‌بستر شد. در نتیجه این نزدیکی‌ها او دوقلو به دنیا آورد: هراکلس برای زئوس و ایفیکلس برای آمفیتروئون. پس از به دنیا آمدن هراکلس، زئوس سوگند یاد کرد که این پسر یکی از نوادگان پرسئوس است و روزی خواهد رسید که او بر تمام یونان حکمرانی خواهد کرد، اما هرا توسط ایلی‌ثیا الههٔ وضع حمل، تولد هراکلس را عقب و تولد ائوروستئوس (یکی دیگر از نوادگان پرسئوس) را پیش انداخت و به این ترتیب ائوروستئوس پادشاه یونان شد. آلکمنه از ترس انتقام‌جویی هرا سریعاً تولد هراکلس را افشا کرد، اما نوزاد توسط الهه عقل و خرد آتنا (در برخی تفسیرات دیگر توسط هرمس) به نزد هرا آورده شد و او را درمیان سینه‌های هرا قرار دادند. هرا که آن نوزاد را تشخیص نداده بود از روی ترحم از او پرستاری می‌کرد. هرکول به شدت سینه‌های هرا را می‌مکید، به‌طوری‌که هرا از شدت درد نوزاد را پس زد و در نتیجه شیرش به آسمان فوران کرد و راه شیری را پدیدآورد. اما با خوردن این شیر الهی، هراکلس قدرت‌های مافوق‌طبیعی به دست آورده بود. در همین حین آتنا کودک را در اختیار گرفت و به آغوش مادرش بازگرداند و از آن پس هراکلس توسط والدینش بزرگ شد.
بعد از این ماجراها، آمفیتروئون به کودک مشکوک شده و چنین شد که با تیرسیاس پیغمبر نابینایان، مشورت کرد. تئیریاس به او گفت هراکلس فرزند زئوس است و سرنوشت او چنین است که تبدیل به یک قهرمان شود. سپس آمفیتروئون با دقت از کودک مراقبت نمود و بهترین استادان و مربیان ورزشی را برای او انتخاب کرد. راندن ارابه را از پدرش آمفیتروئون، کشتی گرفتن را از اوتولوکوس، هنر کمانداری را از ایریتوس، شمشیرزنی را از کستور و چنگ نوازی را از لینوس (یا ایمولپوس) آموخت. هراکلس نیز درعوض با کار کردن در مزرعه به پدر خود کمک می‌کرد و همین مسئله به قویتر شدن او نیز می‌انجامید. او شمشیرش را از هرمس، تیر و کمانش را از آپولون، زره سینه‌اش را از هفائستوس و جامه‌اش را از آتنا دریافت کرده بود.
آموزش هنر موسیقی به این پهلوان جوان عاقبت فاجعه باری به همراه داشت. هنگامی که استادش لینوس، به دلیل عدم توجه به درس‌های موسیقی با این جوان برخورد نمود، هراکلس نیز برای تلافی کردن بوسیلهٔ چنگ ضربه‌ای بر سر لینوس وارد کرد که بلافاصله سبب مرگش شد. هراکلس با خوش‌شانسی از جرم قتل تبرئه شد، اما آمفیتروئون برای جلوگیری از دردسرهای بیشتر او را به چراندن گوسفندها در مزرعه‌ای واقع در حومه شهر تسپیئای فرستاد.

### جوانی
هراکلس دیگر بزرگ شده بود و اولین آزمایش واقعی قدرت او کشتن شیری واقع در کوه‌های کیثارون بود. هیولایی که باعث نابودی گله آمفیتروئون شده بود و هراکلس مشکل کوچکی برای خلاص شدن از دست هیولا داشت. سرانجام او شیر را کشته و پوستش را می‌کند، در بعضی تفسیرات این همان پوستی است که او به تن دارد (در منابعی دیگر این پوست شیر نیمیان است که او برتن اوست). در این میان که هراکلس از خانه بدور بود، تبس درگیر جنگی با اورکمنوس‌ها شده بود. هراکلس بیدرنگ تبسی‌ها را با سلاح‌های داخل معابد مسلح نمود. هنگامی که پیروزی نزدیک بود، هراکلس اورکمنوس‌ها را در آب غرق کرد. آتنا با مشاهده دلاوری‌های هراکلس در این جنگ، به یکی از متحدان او در طول زندگیش مبدل گشت. اما نه آتنا و نه هراکلس توانایی نجات آمفیتروئون که جانش را در این جنگ از دست داده بود را نداشتند.

### دختران تسپیوس
تسپیوس پادشاه و بنیان‌گذار تسپیای در بوئوتیا، با هراکلس قرار گذاشت، در ازای کشتن شیری که به گله دام‌هایش حمله کرده بود دخترانش را به او تقدیم کند. شکار شیر پنجاه روز به طول انجامید و به مدت پنجاه روز هراکلس در هر شب با یکی از دختران شاه تسپیوس همخواب می‌شد. بعدها فرزندان هراکلس از دختران تسپیوس با نام تسپیادس «Thespiades» خوانده شدند. دو تن از آن‌ها در تبس باقی ماندند و هفت تن دیگر در تسپیای و بقیه فرزندانش به یولائوس برای تأسیس مستعمره ساردینیا پیوستند.
پس از مدتی، هراکلس با مگارا، دختر بزرگ کرئون پادشاه شهر تِبس ازدواج کرد. کرئون برای قدردانی از هرکول به خاطره دفاع از تِبس در مقابل اُرکومنوس در یک جنگ تن به تن، دختر خود مگارا را به او تقدیم کرد و آن دو با یکدیگر به وطن خود و خانهٔ آمفیتروئون بازگشتند. مگارا اولین همسر هراکلس بود و برای او یک پسر و دو دختر به نام‌های تریماخوس، دیکون و کرئونیتیادس را به دنیا آورد، (در برخی از نسخه‌ها تعداد فرزندان آن‌ها هشت نفر ذکر شده است). در این حین لیکوس، فرزند پوزئیدون، اهل دیرفیس در ائوبویا، کرئون را به قتل رساند و قدرت را در تِبس به دست گرفت. گفته شده او قصد کشتن مگارا را نیز داشت اما هرکول که از نیت او با خبر شده بود او را کشت.
هرا که به خوبی از توانایی‌های در حال رشد هراکلس آگاه شده بود، تصمیم گرفت دوباره برای رسوایی او نقشه‌ای طرح کند، و این چنین شد که هراکلس را به یک جنون ناگهانی دچار نمود.

## دوازده‌خوان هراکلس
دشمن اصلی هراکلس، نامادری‌اش هرا بود. هنگام کودکی هرا دو مار را در گهوارهٔ هراکلس قرار داد اما او با قدرت زیادی که داشت آن‌ها را خفه کرد. او بالاخره هراکلس را دیوانه کرد. به سبب بی‌عقلی، هرکول به برادرزاده خود یولائوس حمله کرد اما او توانست جان سالم به در ببرد. او شروع به تیراندازی به جانوران خیالی ساخته ذهنش کرد و در انتها همسر خود مگارا و سه فرزندشان را به قتل رساند (در برخی از تفسیرات فقط فرزندان او کشته شدند و مگارا بعدها با مردی دیگر ازدواج کرده‌بود). هراکلس بسیار غمگین بود و به محض بهبود یافتن توسط آنتیکیرئوس، بنیانگذار آنتی کایرا، با خربق و برای جبران کار خود با پیشگوی معبد دلفی (آپولون) مشورت و از او سؤال کرد چگونه می‌تواند شرف و عزت خود را بازیابد. پیشگو به او گفت نزد ائوروستئوس پادشاه موکنای برو و دوازده سال او را خدمت کن. ائوروستئوس هیچ کار دشواری به ذهنش نمی‌رسید که پسر قدرتمند زئوس از پس آن برنیاید، بنابراین هرا از کاخ خود در المپ پایین آمد تا به او کمک کند. با همکاری یکدیگر دوازده وظیفه برای ناپسری فناپذیر هرا در نظر گرفتند که به دوازده‌خوان هرکول معروف است. شش خوان اول همگی در شبه جزیرهٔ پلوپونز اتفاق افتاد، اما خوان‌های بعدی، هرکول را به مکان‌های مختلفی در حواشی دنیای یونانی و فراسوی آن برد. در کلیهٔ این خوان‌ها، هراکلس با تنفر هرا مواجه بود که همواره به فرزندان زئوس از زنان دیگر حسادت می‌ورزید. از طرف دیگر، آتنا ایزدبانوی عقل و خرد، یکی از حامیان پرشور او بود؛ هراکلس از همراهی و یاری گاه‌وبیگاه برادرزادهٔ خود یولائوس نیز بهره می‌گرفت. این دوازده‌خوان عبارتند از:
1. کشتن شیر نیمیایی، هیولایی که هیچ سلاحی قادر به نفوذ در پوستش نبود. هراکلس آن را بدون هیچ دردسری خفه کرد.
2. کشتن مار نه سر هیدرا. وقتی یک سر هیدرا بریده می‌شد دو سر جدید به جای آن می‌رویید و یکی از سرهای آن جاودانه بود و با هیچ سلاحی آسیب نمی‌دید. هراکلس ۸ سر آن را سوزاند و سر جاودانه را زیر تخته سنگی قرار داد.
3. گرفتن گوزن کرینیا. پس از چند ماه تعقیب و گریز بالاخره آن را در تله انداخت.
4. کشتن گراز وحشی اریمانتوس. جدالی وحشیانه اما فوق‌العاده آسان؛ هراکلس برنده شد.
5. تمیز کردن اصطبل شاه آوگیاس. هرکول با جاری کردن رودی در نزدیکی اصطبل موفق به شستن آن شد.
6. کشتن پرندگان گوشت‌خوار در سواحل استومفالوس. هراکلس پرندگان را ترسانده و به پرواز درآورد. سپس با پیکان‌های خود، تعداد زیادی از آن‌ها را کشت.
7. گرفتن و کشتن گاو وحشی واقع در کریت.
8. گرفتن مادیان‌های دیومدس.
9. به دست آوردن کمربند هیپولیتا، ملکه آمازون‌ها (که درحقیقت کار آسانی نبود).
10. گرفتن گله گروئون. او جنگجویی غول‌پیکر بود دارای سه سر، سه بدن و شش دست که در مجموع بر روی پاهایی سوار بودند. او دارای گله گاوی باشکوه به رنگ قرمز بود که توسط یک چوپان و سگی دوسر به نام ارثروس (که برادر سربروس بود) محافظت می‌شد. هراکلس هردو آن‌ها را کشت و سپس به جنگ با گروئون پرداخت و او را با تیری زهرآلود از پای درآورد.
11. به دست آوردن سیب‌های زرین از باغ هسپریدس، که همیشه به وسیلهٔ اژدهای صد سر لادون نگهبانی می‌شد. هرکول اطلس را با پیشنهاد نگه داشتن زمین فریب داد تا سیب‌ها را برایش بیاورد. وقتی او با سیب‌ها بازگشت، هرکول از او خواست که زمین را برای چند لحظه نگه دارد تا او بتواند بالینی برای درد شانه‌هایش بیاورد. اطلس این کار را کرد، و هرکول با سیب‌هایش آنجا را ترک کرد.
12. آوردن سربروس، سگ سه سر هادس، بر روی سطح زمین.[۱۲][۱۳]

بالاخره، بعد از دوازده سال و دوازده‌خوان، هراکلس یک انسان آزاد بود.

## ماجراجویی‌های دیگر هراکلس

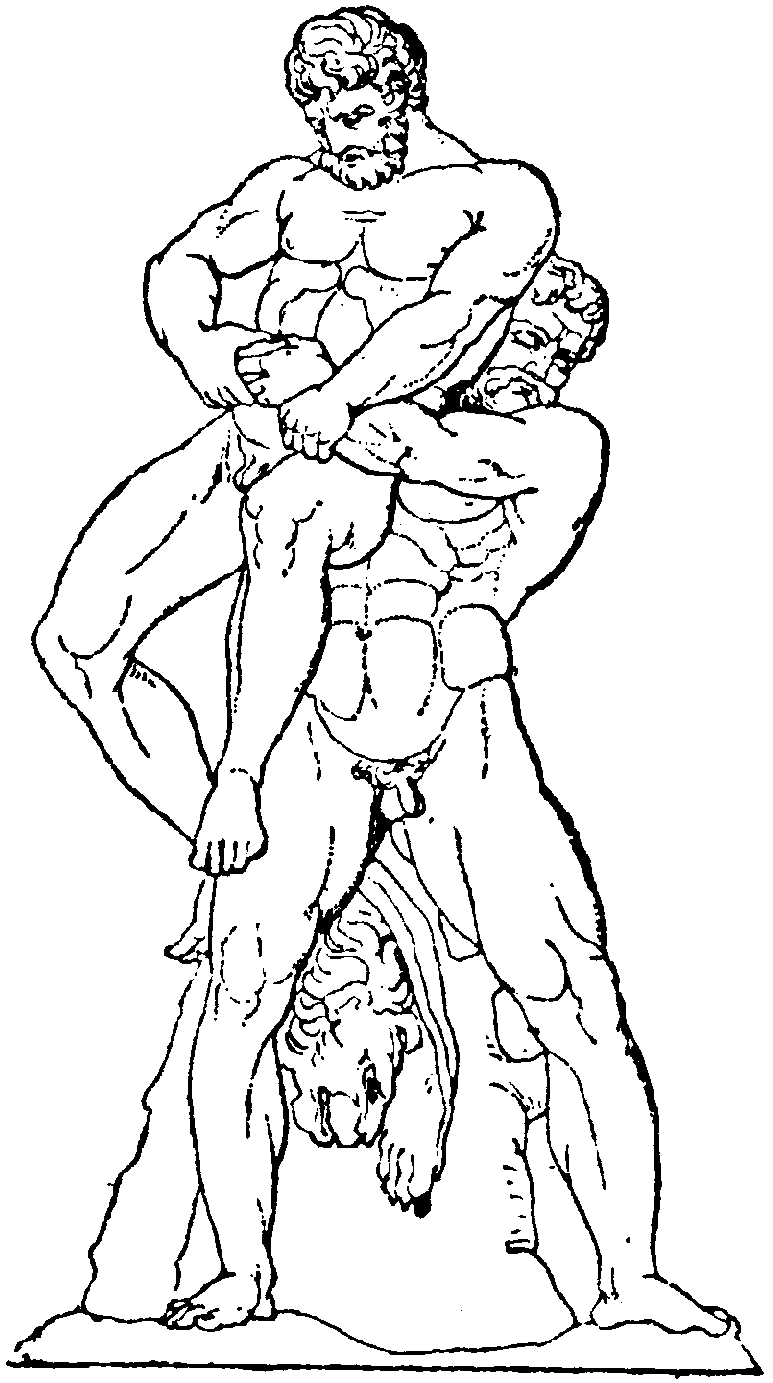
هراکلس در حال کشتن آنتایوس

هراکلس بعد از پشت سر گذاشتن دوازده‌خوان به آرگونوت‌ها برای پیدا کردن پشم زرین پیوست. در این بین هرکول شیفتهٔ پرنسس یولا، دختر ائوروتوس گشت. شاه ائوروتوس یک کماندار ماهر بود و به پسرانش چگونگی کار کردن با تیر و کمان را آموزش داده بود. ائوروتوس قول داده بود که هر فردی که بتواند بر پسرانش در رقابت کمانداری غلبه کند، دخترش را به او می‌دهد. هراکلس در این رقابت برنده شد، اما ائوروتوس به قول خود عمل نکرد. هرکول نیز شاه و تمام پسرانش به غیر از یکی از آن‌ها به نام ایفیتوس را کشت و یولا را نیز ربود. ایفیتوس تبدیل به یکی از بهترین دوستان هرکول گشت اما یکبار دیگر هرا او را دچار جنون نمود و هرکول ایفیتوس را از دیوارهای شهر تیرینس به پایین پرتاب کرد و موجب مرگ او شد. در نسخه‌های دیگر ائوروتوس متوجه شد برخی از اسب‌های او ربوده شدند و او هراکلس را مسئول این ماجرا می‌دانست. ایفیتوس که حرف‌های پدرش را باور نداشت تصمیم گرفت برای آشکار ساختن این موضوع نزد هراکلس برود. هراکلس نیز او را برای شام به خانهٔ خود دعوت کرد اما به‌طور اتفاقی او را کشت. به دلیل اینکه در یونان، کشتن میهمان در خانه جرمی نابخشودنی به‌شمار می‌رفت، او مجرم شناخته شد. هرکول دوباره برای رهایی از این عذاب به نزد یکی از پیشگوهای معبد دلفی به نام «Xenoclea» رفت، اما او حاضر به صحبت کردن با فردی بی‌دین نبود. هراکلس که به شدت خشمگین شده بود او را تهدید کرد و صندلی سه‌پایه را به سمت او پرتاب کرد. کشیش آپولون را به معبد فراخواند. آپولون با هراکلس که به خدایان حمله کرده بود روبرو شد و در این حین زئوس مجبور شد با آذرخش خود جلوی پسرانش را بگیرد. پادشاه خدایان اعلام کرد هرکول یکباره دیگر برای قتل یک انسان و اهانت به معبد آپولون محکوم به مجازات است و قرار شد به مدت سه سال به بردگی اومفال، ملکهٔ لیدیه درآید. ملکه او را از هرمس، ایزد پیام‌رسان یونانی به عنوان برده خریداری کرد. هرکول مجبور بود یکسال بردهٔ او باشد، و به ناچار کارهای مخصوص زنان را انجام می‌داد و همچنین جامهٔ زنانه به تن می‌کرد، در حالی که خود ملکه پوست شیر نیمیایی را برتن داشت و گرز چوب زیتونی هرکول را با خود حمل می‌کرد. اما پس از مدتی، اومفال او را آزاد کرد و همسرش شد و صاحب چندین فرزند شدند. این درست زمانی بود که شکار گراز کالیدونیان در حال انجام بود، و هراکلس از این شکار بلندآوازه جاماند.
ماجرای بعدی او با رفتن به لیبی باستان آغاز شد، مکانی که آنتایوس در آنجا فرمانروایی می‌کرد. آنتایوس فرزند گایا و پوزئیدون بود و قدرت خارق‌العاده‌ای داشت که از تماس با مادرش (زمین) به دست می‌آورد. او با هر بیگانه‌ای که به سرزمینش وارد می‌شد کشتی می‌گرفت و چون زمین‌می‌خورد قدرت تازه می‌یافت و برهمه چیره می‌گشت، اما هراکلس سرانجام او را از زمین بلند کرد و آن‌قدر فشار داد تا کشته شد. پس از شکست آنتیوس، هراکلس لیبی را که در آن زمان با حیوانات وحشی احاطه شده بود تسخیر کرد. او قسمت‌های بزرگی از بیابان را برای کشت و زراعت به ارمغان آورد و آن زمین‌ها را تبدیل به زمین کشت، باغ‌های انگور و زیتون نمود. از طرفی حاکمان خودکامه‌ای که فقط به فکر خود و شهرشان بودند و همچنین کسانی را که به قانون احترام نمی‌گذاشتند را مجازات می‌کرد و چنین شد که لیبی باستان به رفاه و کامیابی رسید. او سپس به مصر رفته، جایی که بوزیریس فرمانروا بود و عادت داشت بیگانه‌ها را قربانی کند. اما هراکلس او را نیز با گرزش کشت.
هراکلس به دوستان خود بسیار وفادار بود. او بارها زندگی خود را برای کمک به آن‌ها به مخاطره افکند که چشمگین‌ترین آن‌ها روایت آلکستیس بود. آدمتوس، پادشاه فرای در تسالی با آپولون قرار گذاشته بود که وقتی زمان مرگش فرا رسید، اجازه داشته باشد که زنده بماند، مشروط بر اینکه شخصی دیگر را پیدا کند که حاضر باشد به جای او بمیرد. اما هنگامی که آدمتوس در آستانهٔ مرگ قرار گرفت، معلوم شد که پیدا کردن یک داوطلب دشوارتر از آن است که او گمان می‌کرد. پس از آنکه والدین پیرش خودخواهانه از قربانی شدن به جای او امتناع کردند، همسرش آلکستیس اصرار می‌ورزید که او باید به جای شوهرش بمیرد. هنگامی که هراکلس وارد صحنه شد آلکستیس به جهان زیرین رفته بود، اما هراکلس مصرانه به جستجوی او برآمد. در این جستجو با مرگ دست و پنجه نرم کرد و سرانجام پیروز شد، و پیروزمندانه آلکستیس را به جهان زندگان بازگرداند.
بر طبق گفته‌های هزیود در تئوگونیا و آیسخولوس در پرومتئوس رها شده، هراکلس کسی بود که با کشتن عقاب، پرومته را از عذابی که توسط زئوس برای ربودن آتش از خدایان و دادن آن به انسان‌های فانی دچار شده بود، نجات داد. هر روز عقابی می‌آمد و جگر پرومته را می‌خورد و شب جگر از نو می‌رویید. هراکلس به کوه‌های قفقاز رفته و با پرتاب تیری عقاب را کشته و پرومته تیتان را از بند زنجیرهایش نجات داد. پرومته نیز در عوض او را در انجام مأموریت‌هایش یاری نمود.

### هراکلس و حمله به تروا
پیش از جنگ تروآ، هراکلس سفری دیگر به تروا داشت. لائومدون، پادشاه تروا مورد خشم پوزئیدون و آپولون قرار گرفته بود، به همین علت آپولون برای انتقام تروا را به طاعون مبتلا کرد و پوزئیدون نیز هیولایی دریایی به این شهر فرستاد. لائومدون پس از مشورت با پیش‌گو، قرار شد برای خلاص شدن از دست هیولا، دخترش هسیونه را به عنوان قربانی به صخره ببندد و پیشکش هیولا کند. اما هرکول هسیونه را پیدا کرد و نجاتش داد، سپس در مقابل گرفتن دو اسب شگفت‌انگیزش که از زئوس در قبال ربودن پسرش گانیمده به او داده بود قبول کرد هیولا را از بین ببرد. لائومدون قبول کرد و هرکول به کمک آتنا هیولا را کشت. لائومدون بسیار سپاسگزاری نمود اما سعی کرد هرکول را فریب دهد. او دو اسب معمولی را به جای اسب‌های شگفت‌انگیزش به هراکلس داد. پودارسز پسر لائومدون، با صدای بلند به اعتراض پرداخت اما لائومدون به او توجه نکرد. پس هراکلس با لشکری برای گرفتن انتقام به تروا حمله کرد، لائومدون را کشت و پسرش پودارسز به جای او نشست و نام خود را به پریاموس تغییر داد.
بعد از این ماجراها، هراکلس برای باز پس گرفتن سلطنت و قدرت در برابر گیگانت‌ها، به زئوس و دیگر المپ‌نشینان پیوست. مشارکت او در این جنگ الزامی بود، به دلیل پیشگویی که شده بود برای شکست دادن هیولاها فقط به یک فانی نیاز بود. المپ‌نشینان با کمک هراکلس توانستند گیگانت‌ها را شکست دهند و هر یک را در زیر آتشفشانی در سرتاسر جهان به خاک سپردند.
هرکول تصمیم گرفت دیگر زمان انتخاب همسری دیگر فرارسیده، به همین منظور به روستای تبس رفت تا با دیانیرا دختر پادشاه کالیدون اوینئوس، ازدواج کند. او با خدای رودها آکلوس برسر دیانیرا مبارزه کرد و او را شکست داد. آن‌ها در صلح و صفا در کالیدون زندگی می‌کردند تا اینکه روزی هرکول به اشتباه ساقی‌ای را به قتل رساند و آن‌ها مجبور شدند به تراخیس فرار کنند. دیانیرا فرزندان زیادی برای هرکول به دنیا آورد. مدتی بعد یک سانتور مرد (حیوان افسانه‌ای با بالاتنهٔ انسان و پایین‌تنه اسب) به نام نسوس دیانیرا را ربود، اما هرکول با پرتاب تیر زهرآلودی به قلب نسوس او را آزاد کرد. نسوس هنگام مرگ به دیانیرا گفت قسمتی از خون او را نگه دارد و وقتی حس کرد دارد هرکول را از دست می‌دهد، از آن به عنوان داروی عشق بر روی هرکول استفاده کند. بعد از گذشت چندین ماه دیانیرا فکر کرد زن دیگری وارد زندگی او و هرکول شده است، بنابراین دیانیرا یکی از لباس‌های هرکول را با خون نسوس شست و به او داد تا به تن کند. نسوس به او دروغ گفته بود و خون همچون زهر در تن هرکول اثر کرد. بعد از این ماجرا هرکول به المپ برده شد و به او وعده زندگی ابدی دادند و با دیگر خدایان زندگی کرد. او در المپ با هبه ایزدبانوی جوانی، فرزند زئوس و هرا ازدواج کرد.

## هراکلس در آثار هنری
در هنر یونانی، هراکلس یکی از نخستین قهرمانان اساطیری است که چهره‌اش در سده ۸ پیش از میلاد تصویر شده است، و بر روی سکه‌های ایالات و شهرها نیز چهرهٔ او نقش گردیده که معمولاً در گهواره است و ماری را خفه می‌کند. همچنین دروازه ورودی به دریای مدیترانه از اقیانوس اطلس، جایی که راس نقطه جنوبی اسپانیا و نقطه شمالی مراکش روبروی یکدیگر قرار دارند، در زبان کلاسیک با عنوان ستون‌های هرکول شناخته می‌شوند. او به عنوان نماد وطن‌پرستی ملی، تنها قهرمانی است که در سراسر یونان ستوده می‌شود و همچنین تنها قهرمانی است که به جاودانگی نایل شد.